# Movatn
Movatn is een plaats in de Noorse gemeente en fylke Oslo. Movatn telt 309 inwoners (2007) en heeft een oppervlakte van 0,84 km².